# 星と俺とできめたんだ
『星と俺とできめたんだ』（ほしとおれとできめたんだ）は、1965年8月14日に公開された日本映画である。製作・配給は日活。監督は井田探。主演は西郷輝彦。
「星と俺とで決めたんだ」は誤表記。

## あらすじ
ナイトクラブの雇われ歌手をしながら剣道に情熱を注ぐ星川健次。そんな彼には技術者の兄がいたが、兄は自らが設計したモーターボートエンジンのテスト中に起きた事故で死亡した。しかしそれが事故ではなく、兄の発明品を欲している東和精密工業の社長・雨宮によって仕組まれたものだと知った健次は、エンジン設計図のコピーを雨宮の手から奪い返す。

## キャスト
- 星川健次：西郷輝彦
- 大日向三郎：渡哲也
- 高倉マリ：十朱幸代
- 大日向菊子：香月美奈子
- 稲垣静子：松原智恵子
- 稲垣秀樹：北竜二
- 森岩吉：玉川伊佐男
- 雨宮雄作：神田隆
- 山嵐万吉：高品格
- 雨宮道代：奈良岡朋子
- 星川明：弘松三郎
- ゲン：野呂圭介
- 朝倉：杉江弘（杉山弘太郎）
- 稲垣よし子：新井麗子
- 朝倉技研重役：加原武門
- 剣道選手権大会解説者：雪丘恵介
- 伊豆の医師：河上信夫（河上喜史朗）
- 剣道選手権大会の実況アナウンサー：天坊準
- 大山：河野弘
- ブン：玉村駿太郎
- クラブ「地中海」の支配人：紀原土耕
- 無線係の研究員：千代田弘
- カン：荒井岩衛
- 新聞記者：伊豆見雄（伊豆見英輔）
- 朝倉技研重役：久松洪介
- 門下生：水木京二（水木京一）
- 朝倉技研重役：二木草之助
- 記者・門下生：二階堂郁夫
- 角力：田畑善彦
- 剣道選手権大会進行係：沢美鶴
- 門下生：松丘清司
- スタンドバーのマダム：高田栄子
- 伊豆の看護婦：中庸子
- 友子：宮沢尚子
- 朝倉技研研究員：井田武（いだたけ志）
- 門下生：平塚仁郎
- 朝倉技研研究員：式田賢一、大庭喜儀
- 鈴木：水川国也
- 朝倉技研研究員：加山健次
- クラブ「地中海」の歌手：愛田栄美
- クラブ「地中海」のダンサー：天宮ダンシングチーム
- 振付：漆沢政子
- 擬斗：峰三平

## スタッフ
- 監督：井田探
- 脚本：朝島靖之助、佐藤道雄、松浦健郎
- 企画：高木雅行
- 原作：松浦健郎
- 音楽：大森盛太郎

## 同時上映
- 明日は咲こう花咲こう